# ゴム

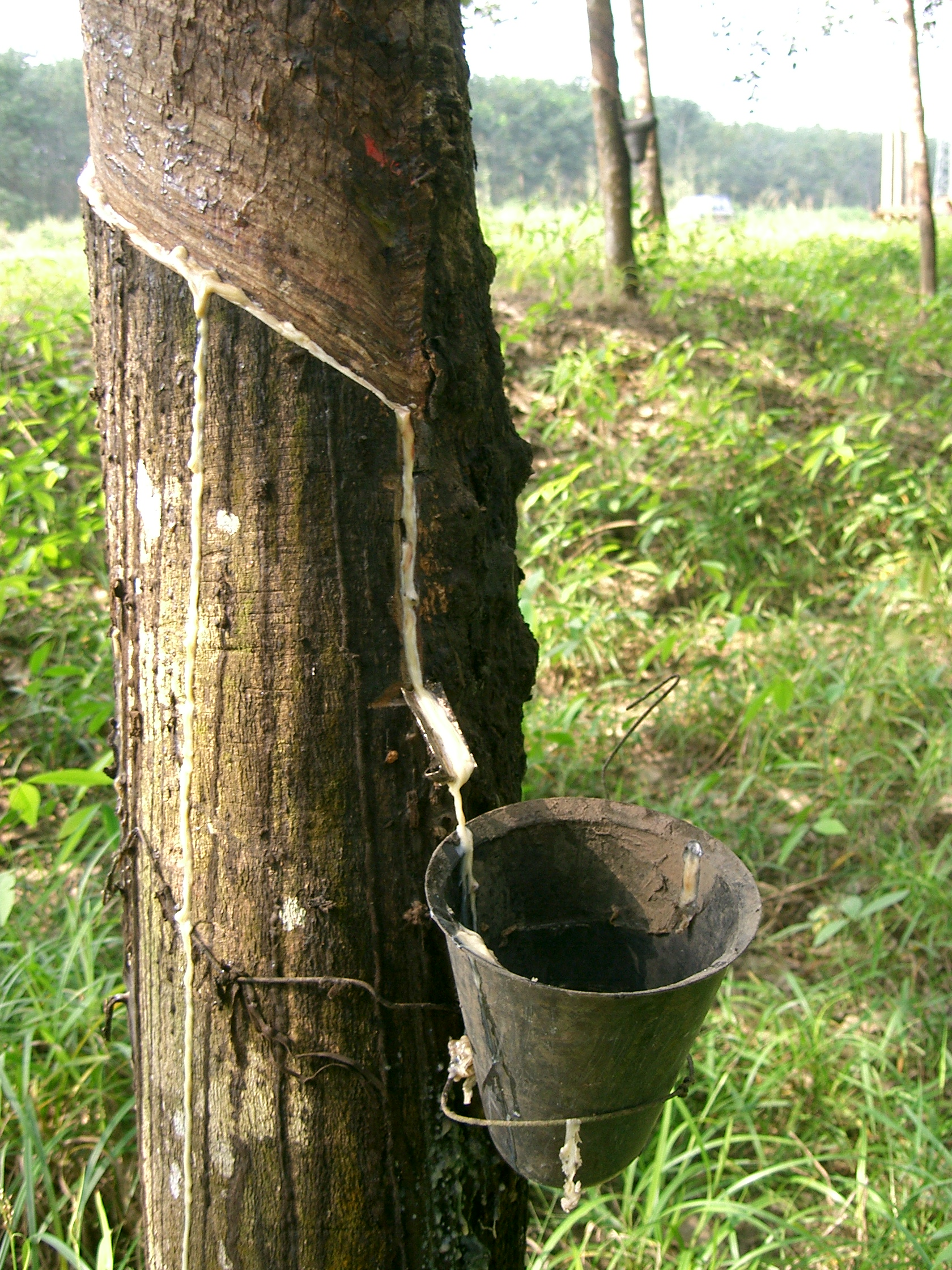
天然ゴムの原料となるラテックスの採取

ゴム（護謨、オランダ語: gom）は、元来は植物体を傷つけるなどして得られる無定形かつ軟質の高分子物質。現在では、後述の天然ゴムや合成ゴムのような有機高分子を主成分とする一連の弾性限界が高く弾性率の低い材料すなわち弾性ゴムを指すことが多い。

## 概念
国際的な規格制定機関であるASTMでは「ゴムとは、大きい変形からすみやかに、かつ力強く元に戻ることができ、また本質的に溶媒に溶けない状態に変性されうるか、あるいは変性されている物質」と定義している。また、日本産業規格（JIS）では「ベンゼン、メチルエチルケトン、エタノール・トルエン共沸混合物などの沸騰中の溶剤に、本質的には不溶性（しかし、膨潤し得る）の改質し得るか，又は既に改質されているエラストマー」と定義されている。
日本語で「ゴム」と呼ぶ材料には3種あるとされ、1.弾性ゴム（ゴム製品およびその原料ゴム）、2.食品の増粘剤や糊などに用いられる高分子多糖類（アラビアゴムなど）、3.チューインガムのベースとなるガム（チクル）があり、通常は1の弾性ゴムを指す。
英語では1の弾性ゴムをrubber、2と3をガム（gum）と呼んでいる。
ゴムはカウチューク（caoutchouc）と呼ばれることがあり、これはアマゾン流域の原住民語の涙を流す木という意味の語（caa（木）とo-chu（涙を流す））に由来している。カウチュークがラバー（rubber）と呼び変えられるようになったのは、イギリスのジョゼフ・プリーストリーがゴムの消字性を発見した際に字をこすり取るという意味のラブアウト（rub out）と呼んだことに由来し、まもなくロンドンで消しゴムが商品化されることとなった。
日本で歴史上最初に登場するのはアラビアゴムとされ、1631年には生薬として販売されていた記録が残る。一方、弾性ゴムは1845年正月にペリーが将軍に献上した電線被覆材とされ、この際に弾性ゴムとアラビアゴムが同じ仲間と認識されたことで一括りに「ゴム」と表現されるようになったとされる。
以下では、弾性ゴムについて詳述する。

## 歴史

### 天然ゴム
天然ゴムはクリストファー・コロンブスによって1490年代にヨーロッパ社会に伝えられた。1493年、カリブ海の島に立ち寄ったコロンブスは大きく弾むゴムボールを見て非常に驚いたと伝えられている。コロンブスによってゴムはヨーロッパに伝えられたものの不思議な物質として珍重されたがその後200年間は特に実用化されなかった。
1736年、フランスのシャルル＝マリー・ド・ラ・コンダミーヌが南米を訪れた際、原住民がゴムの樹液から防水布やゴム靴などをつくっている様子を本国に報告したことからゴムの実用化が進められるようになった。
パラゴムノキの幹から採取されるラテックスを凝固させたものは高い弾性限界と弾性率の低さを併せ持ち、後世ヨーロッパで産業用の新素材として近代工業に欠かせない素材として受容され、発展することとなった。そのため、パラゴムノキ以外の植物からの同様の性質のゴムが探索され、また同様の性質を持つ高分子化合物の化学合成も模索されることとなった。この一群のゴムを弾性ゴムと呼び、先述のようにイギリスの科学者ジョゼフ・プリーストリーが鉛筆の字をこすって (英: rub) 消すのに適することを報告したこと（消しゴムの発祥）から、英語ではこするものを意味するラバー (rubber) とも呼ばれることとなった。
また、天然のゴム類似物質としてガタパーチャ（グッタペルカ）が知られるようになった。
19世紀末、グッドイヤーによる加硫の発見によってゴム工業は大規模な工場生産へと変化した。さらに1888年のダンロップによるニューマチックタイヤの特許取得によりゴム素材は自動車用タイヤに用いられるようになり自動車工業の勃興にもつながった。

### 合成ゴム
天然ゴムの代替品（合成ゴム）の研究が始まったのは20世紀初頭である。1913年には、アメリカのアールとカイラズが合成ゴムを発明。第一次世界大戦中にはドイツにメチルゴム合成工場ができ月180トン生産していた。
しかし、合成ゴムの本格的研究が始まったのは1930年代になってからである。天然ゴムの主成分はイソプレンの重合体であるが、イソプレン (CH=C(CH3)−CH=CH2) のように2つの二重結合が1つの単結合を挟んだ構造を持つジエン化合物の重合体からゴム様物質が得られると予測されており、1930年にはアメリカでイソプレン分子におけるメチル基を塩素原子で置換したクロロプレン (CH2=CCl−CH=CH2) の付加重合により、クロロプレンゴム (CR) が開発された。1934年にはスチレン・ブタジエンゴム（SBR）の商業生産が始まった。

### 日本におけるゴム製造の始まり
日本における近代的ゴム工業は、明治19年(1886年)に「土谷護謨製造所（のち三田土ゴム）」によって加硫ゴムの生産に成功したことに始まる。創業者の土谷秀立(1849-1919、松前藩家老勘定奉行・田崎忠純の子で土谷駒太郎の養子) は、松前藩が収入源としていた沈没船引き上げや海産物採取などを通して輸入品のゴム製潜水服を知り、明治維新後上京し、実の兄弟である田崎忠篤、忠恕、長国とともに東京市浅草区神吉町(現東京都台東区東上野5丁目15番地)で海産物採取と潜水用ゴム衣の修繕を生業とした。
ゴム衣やゴムホースはすべて輸入品であったため兄弟でゴムの研究を始め、明治16年にゴムのりを作ることに成功した。当初はアメリカから輸入したパラゴム（天然ゴム）を細かく切って揮発油に浸して膨潤させ、硫黄革やリサージなどを加えて長時間練ることでゴムのりを作り、それを皿に移して乾かし、綿棒でのばしてゴムシートにしていた。
その後、独自の熱加硫方法を考案し、明治19年に土谷が土谷護謨製造所を創立、明治23年頃には田崎（長国）が東京職工学校の手島精一教授の米国視察に同行し、原動機によるゴム練りや蒸気による加熱、型の使用についての知見を得た。明治25年には土谷ゴムを改組して、土谷と田崎三兄弟を意味する「三田土護謨製造合名会社」に改称、東京市本所区中ノ郷業平橋(現東京都墨田区業平橋)にロールを保有する本格的工場を稼働させた。防水ゴム布のほか、ホースやエボナイトなどの工業製品、ゴム玩具やゴム靴も製造し、日清戦争・日露戦争が始まると軍需品も製造し発展した。
明治33年には、明治護謨製造所（現明治ゴム化成）が設立された。
原料となるゴムの栽培は、1875年（明治8年）頃から原産地の南米からインドやシンガポールで試植されはじめ、その後マレー半島などで栽培されるようになった。日本では、1897（明治30）年以降に台湾への移植が試みられ、1902（明治35）年には、マレーにおけるゴム園の経営に初めて日本人が進出し、1903（明治36）年にマレー半島スレンバン付近に笠田直吉と中川菊蔵がゴム園を買収したのが、日本人の南方でのゴム栽培の嚆矢であるとされている。
その後も南方在住の日本人商人や日本からの企業などが乗り出し、米国の自動車産業の急成長により1910年（明治43年）頃にゴム相場が急騰すると、日本人によるゴム栽培事業は本格化した。これ以前よりマレー連邦政府は国籍を問わずゴム植付助成金の貸付など栽培支援をしており、またジョホール王（ms:Sultan Johor）が日本人のゴム栽培業者に対して特に好意的であったことも進出に拍車をかけた。三菱財閥系の三五公司を筆頭に、三井、藤田、古河、森村などの財閥企業が進出し、1911年にはマレーでの日本人経営のゴム園は79を数えたが、第一次大戦後ゴム価格が急落し、その多くが撤退した。

## 物理的特徴
弾性ゴムは高弾性材料である。ここで言う「高弾性」とは弾性限界が大きいことを指す。なお、弾性に関する指標には弾性限界のほかに弾性率等があって、ゴムの場合には弾性限界は大きいが弾性率は小さい（つまり、高弾性限界であるが低弾性率である）。

### ゴム弾性の構造
分子間を共有結合で結合し、三次元網目構造を形成する高分子は、ガラス転移温度以上ではゴム弾性という特殊な性質を示すゴム状態となる。ゴム弾性とは、ゴムのように弾む性質ではなく、一見柔らかく塑性変形を起こしやすそうに見えるが、元に戻る応力が大きく、変形しにくいといった性質を指し、次のような特徴を持つ。
- 通常の固体ではその弾性率は1〜100 GPaであるが、ゴムは1〜10 MPaと非常に低い弾性率を示す。
- このため、弱い力でもよく伸び、5から10倍にまで変形する。しかし外力を除くとただちに元の大きさまで戻る。伸びきった状態では非常に大きな応力を示す。
- 弾性率は絶対温度に比例する。
- 急激（断熱的）に伸長すると温度が上昇し、その逆に圧縮すると温度が降下する（Gough-Joule効果（英語版））。
- 変形に際し、体積変化がきわめて少ない。すなわちポアソン比が0.5に近い。

これはゴムの弾性がエントロピー弾性と呼ばれる、他の固体とは異なる機構で実現しているからである（他の固体ではエネルギー弾性という）。ゴムの弾性は、本来規則構造を持たない（非晶質）分子の配列が、外部からの力により規則的（結晶組織）になり、これが元の不規則な配列に戻ろうとするときの力によるもので、熱力学的には応力によるエントロピーの低下（ギブス自由エネルギーの増加）が元に戻ろうとする力による弾性である。

### その他の物理的特徴
ゴムは粘弾性を持つ。粘度の測定にはムーニー粘度を測るムーニー粘度計やキャピラリーレオメータが用いられる。
実用上は他に、耐摩耗性、耐寒性（ガラス転位温度）、耐熱性、耐候性(耐日光、オゾン)、耐油性（溶解パラメーター）などが重視される。

### 劣化・老化
ゴムは時間とともに性質が変化し、き裂が生じたり、硬化、軟化あるいはべとついたりする。これは、酸化や分子の切断などが主要因として挙げられ、光や温度、水の存在等によって加速される。使用中だけでなく、貯蔵中にも起こる現象である。これは一般的な劣化現象であり、高分子材料であれば避けられない。ゴムの劣化について、特に老化とも呼ぶ。老化を防止するため、ゴム製品には各種老化防止剤を使用する。

## 種類

### 原料による分類
ゴムにはゴムノキの樹液（ラテックス）によって作られる天然ゴムと、人工的に合成される合成ゴムが存在する。

#### 天然ゴム

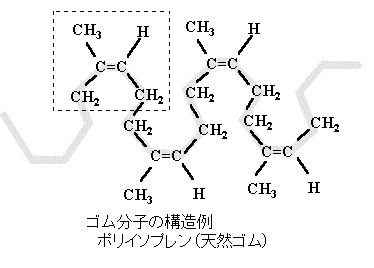
天然ゴムの構造

天然ゴム (NR) はゴムノキの樹液に含まれる cis-ポリイソプレン [(C5H8)n] を主成分とする物質であり、生体内での付加重合で生成したものである。樹液中では水溶液に有機成分が分散したラテックスとして存在し、これを集めて精製し凝固乾燥させたものを生ゴムという。生ゴムも弾性材料として消しゴムなどに使われるが、硫黄による加硫により架橋させると広い温度範囲で軟化しにくい弾性材料となる。この加硫法による弾性改良はチャールズ・グッドイヤーにより1839年に発見された。硫黄の他に炭素微粉（カーボンブラック）を加えて加硫すると特性が非常に改善され、その含有量によって硬さが変化する。多くの硬質ゴム製品はこの炭素のために黒色をしている。黒くないゴム製品にはカーボンの代わりに湿式シリカ（二酸化ケイ素の微粉）を加える。このためシリカは炭素（carbon）を含まないにもかかわらずホワイトカーボンとも呼ばれる。
なおイソプレンを化学的に重合させたポリイソプレンは合成ゴムの一種であるが、天然ゴムのポリイソプレンとはいくらかの構造的違いがある。まず合成ポリイソプレンでは現在のところ100%シス体を得ることはできず、少量のトランス体が含まれている。また天然ゴムはポリイソプレンの他に微量のタンパク質や脂肪酸を含むが、合成ポリイソプレンにはそのような不純物はない。
天然ゴムは殆どシス型のポリイソプレンから出来ているが、その一方トランス型のポリイソプレンから出来ているものをガタパーチャまたはグッタペルカと言う。ガタパーチャは東南アジアに野生するアカテツ科の常緑高木グッタペルカノキ (palaquium gutta) などのラテックスから作られる天然樹脂の一つであり、天然ゴム、ガタパーチャ双方ともポリイソプレンから出来ているが、天然ゴムは高い弾性限界を示し、グッタペルカは示さない。この弾性限界の違いは幾何異性体の性質によるものである。即ち、シス型のポリイソプレンは分子鎖が折れ曲がった構造をとって不規則な形を取りやすく、分子鎖と分子鎖の間に多くの隙間を生じ分子間力が比較的小さくなる為、分子同士の結晶化が起こらず軟らかな性質を持つようになるが、それに対してトランス型のポリイソプレンは分子鎖が直線構造をとりやすく、分子鎖と分子鎖の距離が近くなる為、分子間力が強く作用し分子間で微結晶化を引き起こし、硬い樹脂状の物質となる。
但し、シス型であることは弾性限界の増大の十分条件ではない。ポリイソプレンにおいては側鎖であるメチル基の影響もあり高い弾性限界を持つのはシス型であるが、例えばクロロプレンゴムはトランス型であるが高い弾性限界を有する。
天然ゴムに含まれる微量のタンパク質や脂肪酸はポリイソプレン鎖の末端に結合していると考えられている。このタンパク質はアレルゲンとなることがある。

#### 合成ゴム
合成ゴムには、ポリブタジエン系、ニトリル系、クロロプレン系などがある。いずれも付加重合または共重合によって得られる。以下にJISによる分類別に示す。
- R グループ（天然ゴムを除く） — 主鎖に不飽和結合を含むもの
  - イソプレンゴム（IR）
  - ブタジエンゴム（BR）
  - スチレン・ブタジエンゴム（SBR）
  - クロロプレンゴム（CR）
  - ニトリルゴム（NBR）
  - ポリイソブチレン（ブチルゴム IIR）
- M グループ
  - エチレンプロピレンゴム（EPM, EPDM）
  - クロロスルホン化ポリエチレン（CSM）
  - アクリルゴム（ACM）
  - フッ素ゴム（FKM）
- O グループ
  - エピクロルヒドリンゴム（CO, ECO）
- U グループ
  - ウレタンゴム（U）
- Q グループ
  - シリコーンゴム（Q）

### 用途による分類
ゴムは用途により自動車タイヤ用の汎用ゴム（一般用ゴム）とそれ以外の特殊性能を持つ特殊ゴムに分けられる。 

### 形状による分類
ゴムは形状により固形ゴム、液状ゴム、粉末ゴムに分けられる。また、原料ポリマーの形状によりドライラバーやラテックスに分けられる。

## 工業的利用

### 生産
天然ゴムの世界の生産量は70%がマレーシア、インドネシア、タイで占められている。日本はインドネシア、タイから輸入している。
国際的に流通している天然ゴムとしては、ゴムノキから採取された素の状態に近いラテックス、ならびにラテックスから加工されるRSSとTSRがある。以下で解説する。
RSS（英: ribbed smoked sheet）
日本語では、英語名を訳した「燻煙（くん煙）シート」や、TSRとの対比として「視覚的格付けゴム」と呼ばれる。ラテックスをシート状に凝固させ燻製させたもの。燻煙の目的として、出荷・運送・保管中の防カビ・防腐効果を得るというものがある。視覚格付けが行われ、質のいいものから1X号、1号、2号、...、5号と分類される。

TSR（英: technically specitied rubber）
日本語では、英語名を訳した「技術的格付けゴム」と呼ばれる。ラテックス等の原料（目標の格付けにより異なる）を、異物を取り除く目的で機械的に粉砕・細断・水洗いした後、熱風で乾燥し、プレス成型したもの。技術的な規格に基づき格付けされる。
これらの中で流通量が多いのがRSS3とTSR20といわれる等級である。貿易で流通しているRSS3はタイでのみ生産。日本国内流通のRSS3とTSR20の比は1：2である。RSS3を上場している取引所は東京商品取引所、上海期货交易所、SGX(Singapore Exchange Ltd) など。
TSR20を上場している取引所は東京商品取引所、SGX(Singapore Exchange Ltd)など。

### 加工
ゴムは 素練り → 混練り → 成形 → 加硫 などの加工工程を経て製造される。
素練り天然ゴムの分子を分断し加工しやすくする工程である。天然ゴムをミキサーに投入し練るが、このときしゃく解剤という分子を分断させる効果をもつ薬品を添加することもある。
混練り素練りしたゴムにカーボンブラック、填料（タルクや酸化亜鉛、炭酸カルシウムなど）、加硫剤（硫黄等の架橋物質）、加硫促進剤ほかの薬品を混入、分散させゴム製品を製造できるゴムにする。この工程には1916年にF.H. Banburyにより開発されたバンバリーミキサーやニーダー（kneader）などが用いられる。
加硫加硫という言葉は主にゴム業界の用語で、正確には原料に対して硫黄などによる架橋反応を起こさせることである。硫黄は熱の働きで低分子のゴムを「橋渡し」し、弾性限界の高いゴムへと変える。硫黄を流し込むうえでは圧力が必要なため、液体窒素などの高圧ガスを使う場合が多い。ただし、架橋反応が進みすぎると逆に弾性限界が低くなり、弾性率が高くなる。

### 応用例・応用製品
約75%が自動車用のタイヤおよびチューブに用いられている（1997年）。
- 工業用途・建設用途
  - 絶縁体 — 電線、ケーブルの被覆材
  - シール材 — パッキン、ガスケット、Oリング
  - 防振ゴム — インシュレーター#機械工学を参照。
  - 免震ゴム — 免震を参照。
  - 橋梁の支承
  - 接着剤
  - ゴム改質アスファルト
- 主に一般家庭向けの製品
  - 雨合羽、雨靴
  - タイヤ
  - 輪ゴム
  - ゴムひも(イラスティック)
  - 手袋（炊事用、作業用、医療用等）
  - コンドーム（俗語で「ゴム」と呼ばれることがある）
  - 消しゴム（近年ではほとんどがプラスチック製）
  - 不使用ガス栓の蓋
- スポーツ用品
  - 各種球技（テニス・バスケットボール等）用のボール
  - 卓球のラバー - 元々はゴム主体であったが、現在はゴム以外の樹脂も使われている。ラバーという用語はラケットの打面の部材の名称としての意味合いが強い。
- 玩具・模型
  - 風船
  - 模型飛行機用動力ゴム
  - 糸巻き戦車

- 潤滑油 — 太平洋戦争中の国内では南方還送の生ゴムを原料とした潤滑油が製造されていた。生ゴムを軽油と混合溶解させ特定の処理をもって精製、その後に既存の潤滑油で調合するなどして目的とする潤滑油を得ていた。特に戦争末期に多く製造され、最も多い時期では生産高にして同時期の原油由来潤滑油の一割強ほどと、まとまった量が作られた。